# Rohrbiegesoftware
Rohrbiegesoftware ist eine Software, die beim Umformen von Rohren behilflich ist, indem sie Biegedaten errechnet und eine Biegung virtuell auf Machbarkeit testet. Durch den Einsatz von Rohrbiegesoftware können sehr präzise Bauteile erstellt werden.

## Einbindung in den Umformungsprozess
Rohrbiegesoftware wird im Vorfeld der eigentlichen Biegung eingesetzt  und stellt die Schnittstelle zwischen Planung, Messung und dem tatsächlichen Biegeprozess eines Rohres durch eine Rohrbiegemaschine dar.
Die Software erzeugt ein virtuelles Bauteil, das dem späteren, umgeformten Rohr entspricht und ermöglicht es, die Biegung zu testen, bevor sie tatsächlich stattfindet. Zur Umsetzung des Biegeprozesses müssen bestimmte Daten (Biegewinkel, Längenmaße, Rotationsdaten) berechnet und  an die Biegemaschine  übergeben werden. Ausgangspunkt dafür ist die Isometrie des Rohres, welche auf drei Arten gewonnen werden kann:
- Eine nicht-maßstäbliche Zeichnung des Bauteils wird mit den gewünschten Maßen und Längen versehen.
- Die CAD-Daten oder Messdaten eines Bauteils werden importiert. Aus diesen Geometriedaten werden anschließend die Isometriedaten gefiltert.
- Die Isometrie wird durch Eingabe von XYZ-Daten generiert. Dazu müssen Anfangs- und Endpunkt sowie die Schnittpunktkoordinaten sämtlicher Biegungen eingegeben werden.

Ist die Isometrie bekannt, kann die Rohrbiegesoftware hieraus und unter Berücksichtigung der Materialeigenschaften (Rückfederungs- und Streckungsverhalten) die relevanten Biegedaten, wie Biegewinkel, Vorschub und Verdrehung des Werkstücks sowie die  Zuschnittslänge für das Ausgangsrohr berechnen. Anschließend können alle wichtigen Einstellungswerte der Biegemaschine mitgeteilt werden, sodass die Rohrfigur präzise gebogen werden kann.  

## Vorteile
Der Einsatz von Rohrbiegesoftware, insbesondere die Verwendung von Umformsimulationen, ermöglicht es, sehr präzise Vorhersagen über die Durchführbarkeit bestimmter Biegungen zu tätigen, indem anhand virtueller Testungen mögliche Fehler und Grenzwerte von Parametern erkannt werden. Durch den Abgleich von simulierten Varianten des zu biegenden Rohres lassen sich Änderungsvorschläge seitens Biegeumformer und Simulationsbetreibern leichter umsetzen und der gesamte Prozess des Rohrbiegens kann mit verminderten Kosten und innerhalb kürzerer Zeit durchgeführt werden.